# Färber-Eiche
Die Färber-Eiche (Quercus velutina), auch Quercitron-Eiche oder Schwarz-Eiche genannt, ist eine Pflanzenart aus der Gattung der Eichen (Quercus) in der Familie der Buchengewächse (Fagaceae). Wie der Trivialname Färber-Eiche schon sagt, handelt es sich um eine Färberpflanze.

## Beschreibung

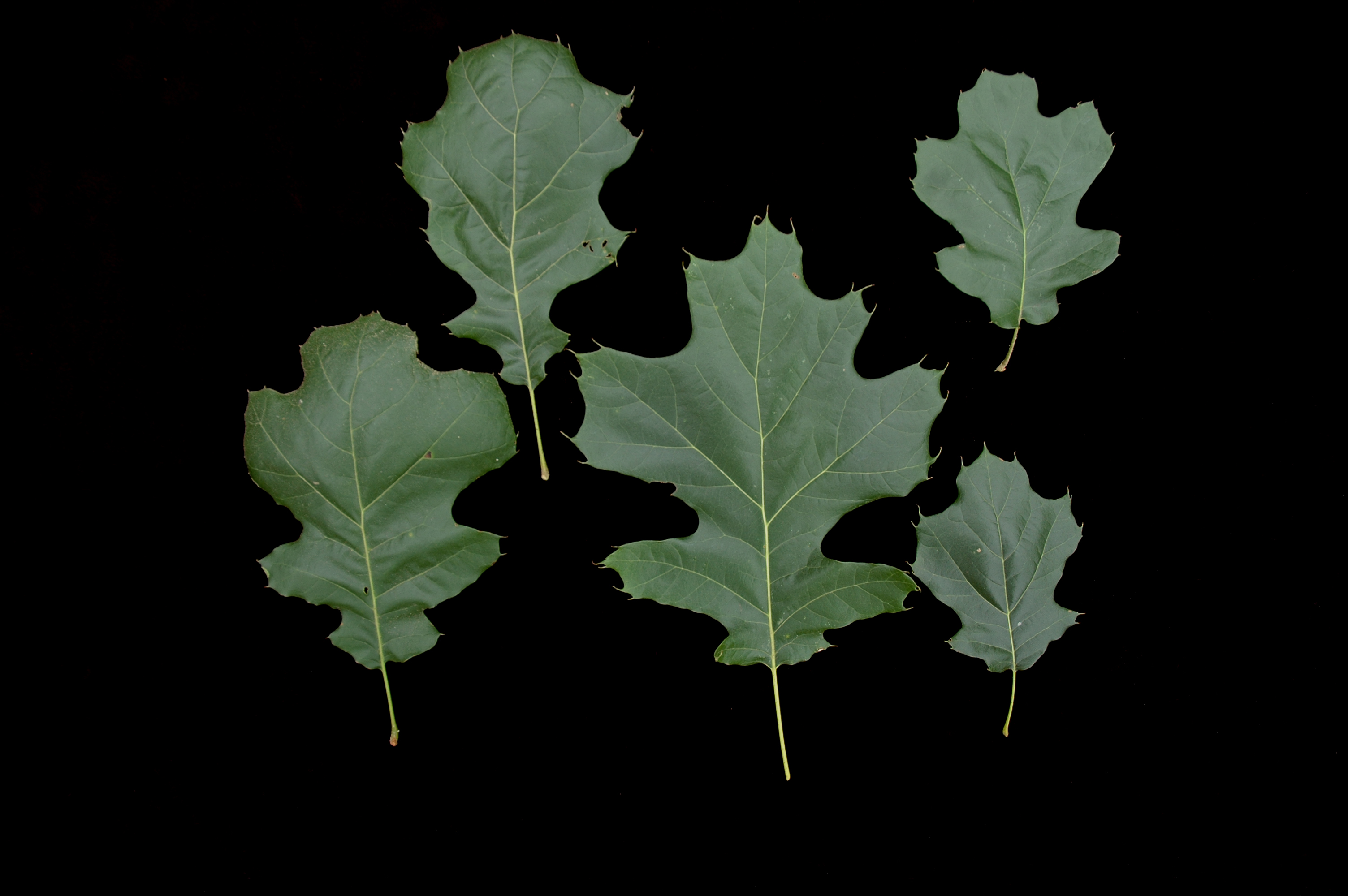
Blätter

### Erscheinungsbild, Rinde und Laubblätter
Die Färber-Eiche wächst als laubabwerfender Baum, der Wuchshöhen von bis zu 25 Metern, selten bis über 40 Metern erreicht. Der Stammdurchmesser erreicht über 90 Zentimeter, selten bis über 2 Meter. Die lohfarben oder grau flaumig behaarten Endknospen sind bei einer Länge von 6 bis 12 mm eiförmig oder ellipsoid bis fast konisch, im Querschnitt deutlich fünfkantig. 
Die rissige bis gefurchte Borke ist braun-grau bis gräulich und innen auffallend gelb bis orangefarben. Schon bei jungen Bäumen reißt die Borke in kleine Felder auf, und die gelbe Färbung darunter wird sichtbar. Die Rinde der Zweige ist rost-braun und kahl bis spärlich flaumig behaart.
Die wechselständig und spiralig an den Zweigen angeordneten Laubblätter sind in Blattstiel und -spreite gegliedert. Der 2,5 bis 7 cm lange Blattstiel ist kahl bis spärlich flaumig behaart. Die einfache, mit einer Länge von 10 bis 30 cm und einer Breite von 8 bis 15 cm verkehrt-eiförmige bis elliptische, gelappte bis geteilte oder gezähnte, leicht ledrige Blattspreite ist spitz bis stumpf oder gestutzt und grannenspitzig. Die stumpfe bis spitze oder gestutzte Spreitenbasis ist manchmal ungleich, die Spreite besitzt pro Seite fünf bis neun, meist spitze bis stumpfe, teils gezähnte Lappen mit 15 bis 50 aufgesetzten, grannenartigen Spitzen am ganzen Blattrand. Auf der hellgrünen Blattunterseite treten die Hauptnerven deutlich hervor, dort ist sie etwas behaart, sonst ist sie kahl. Die dunkelgrüne Oberseite ist kahl und auch hier treten die Hauptnerven hervor.

### Generative Merkmale
Die Färber-Eiche ist einhäusig getrenntgeschlechtig (monözisch).
Der mit einer Höhe von 7 bis 14 mm und einem Durchmesser von 12 bis 22 mm becher- bis kreiselförmige Fruchtbecher (Cupula) ist außen flaumig behaart und umhüllt die Hälfte der Eichel. Die über den Winter am Baum bleibende, kahle Eichel (Nussfrucht) ist mit einer Länge von 1 bis 2 cm und einem Durchmesser von 1 bis 1,8 cm fast kugelig bis eiförmig. 
Die Chromosomengrundzahl beträgt n = 12 ± 1 und der diploide Chromosomensatz 2n = 24.

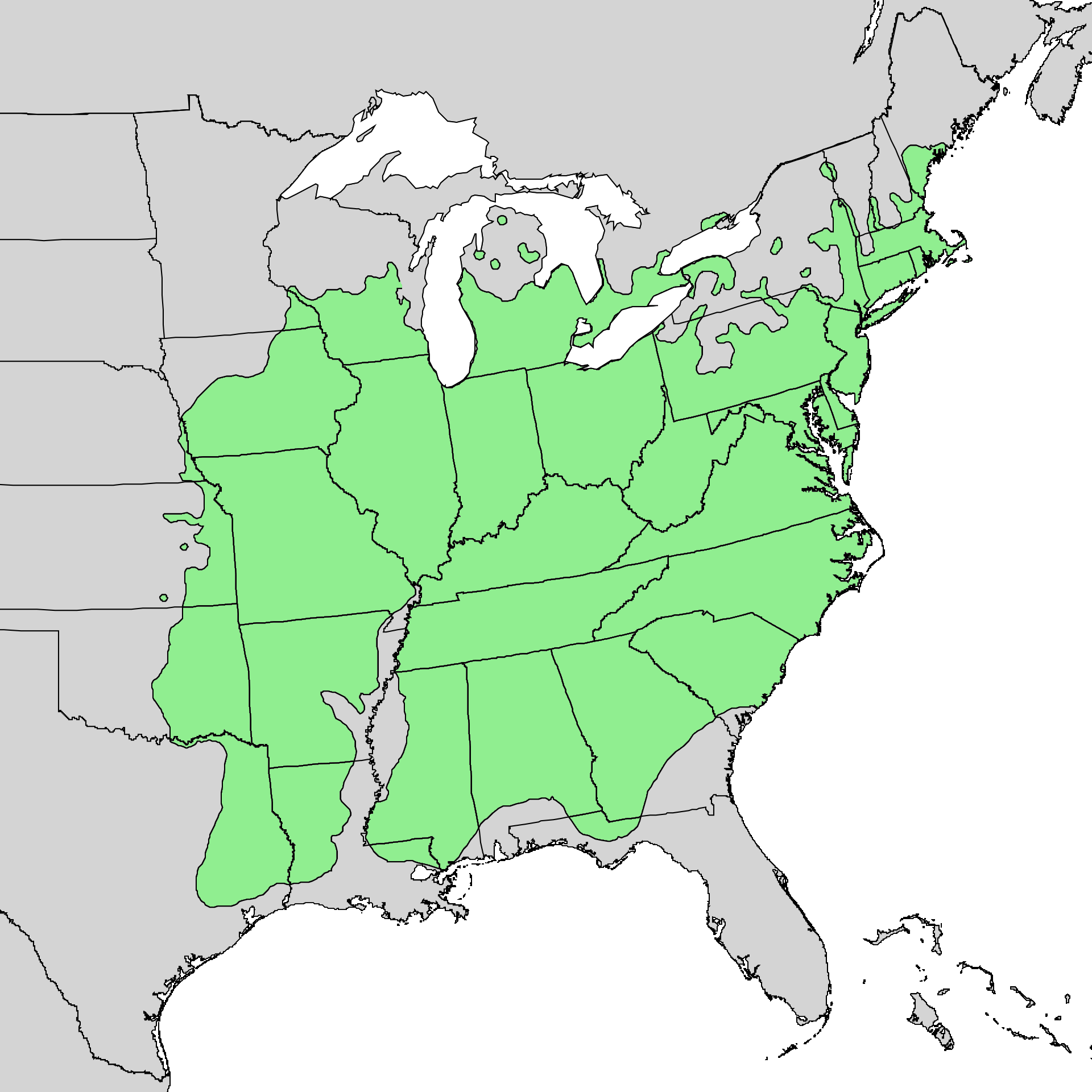
Verbreitungsgebiet

## Verbreitung
Das Verbreitungsgebiet der Färber-Eiche liegt im östlichen Nordamerika. Sie kommt vor allem im südlichen Neuengland und in den mittleren Staaten wie Pennsylvania, Georgia, South- und North Carolina vor. Sie gedeiht hauptsächlich an trockenen Hängen und Hochflächen in Höhenlagen zwischen 0 und 1500 Meter.

## Systematik
Der Artname Quercus velutina wurde durch Jean Baptiste de Monnet de Lamarck in J. Lamarck et al.: Encyclopédie Méthodique, Botanique, 1, 1785, S. 721 erstveröffentlicht. Ein Synonym für Quercus velutina Lam. ist Quercus tinctoria W.Bartram. Quercus velutina gehört zur Sektion Lobatae in der Gattung Quercus.
Quercus velutina bildet Hybriden mit Q. coccinea, Q. ellipsoidalis (= Q. ×paleolithicola Trelease), Q. falcata [= Q. ×willdenowiana (Dippel) Zabel und Q. ×pinetorum Moldenke)], Q. ilicifolia (= Q. ×rehderi Trelease), Q. imbricaria (= Q. ×leana Nuttall), Q. incana, Q. laevis und Q. laurifolia (= Q. ×cocksii Sargent; nicht überprüft wurden die Angaben von E.J.Palmer 1948 für die Hybriden mit Q. marilandica, Q. nigra, Q. palustris (= Q. × vaga E.J.Palmer & Steyermark), Q. phellos (= Q. ×filialis Little), Q. rubra, Q. shumardii und vielleicht Q. arkansana.

## Nutzung
Die Rinde/Borke der Färber-Eiche wird zum Färben eingesetzt, wurde aber auch im Laufe der Geschichte in der Malerei als Farblack verwendet. Der gelbe Farbstoff ist das Flavon Quercetin (= Pentahydroxyflavon); er wird aus der inneren Rinde gewonnen. Im Handel wurde die gemahlene Rinde unter dem Namen „Quercitron“ (der aus Quercus für Eiche und citrina für gelb zusammengesetzt wurde) vertrieben. Es wurde zum Färben von Leder eingesetzt. Quercetin und Quercitron werden im Colour Index zusammen unter der Nummer C.I. Natural Yellow 10 geführt.
Die indigenen Völker Nordamerikas nutzten die Färber-Eiche in ihrer Volksmedizin.